# فرودگاه بین‌المللی شهدای خرم‌آباد
فرودگاه بین‌المللی شهدای خرم‌آباد (یاتا:KHD و ایکائو:OICK) نام فرودگاهی در جنوب شهر خرم‌آباد است. این فرودگاه مجهز به سامانه‌های ILS و VOR است. فرودگاه خرم‌آباد پس از فرودگاه مسجد سلیمان، فرودگاه بندر لنگه و قلعه مرغی، چهارمین فرودگاه ایران می‌باشد و اولین هواپیما در سال ۱۳۰۴ در این فرودگاه به زمین نشست. در سال ۲۰۱۶ میلادی ۶۰۴ نشست و برخاست هواپیما در این فرودگاه انجام شده که در طی آن ۴۳٬۳۶۱ نفر مسافر و ۲۰۹٬۵۹۴ کیلوگرم بار جابجا شد.

## تاریخچه

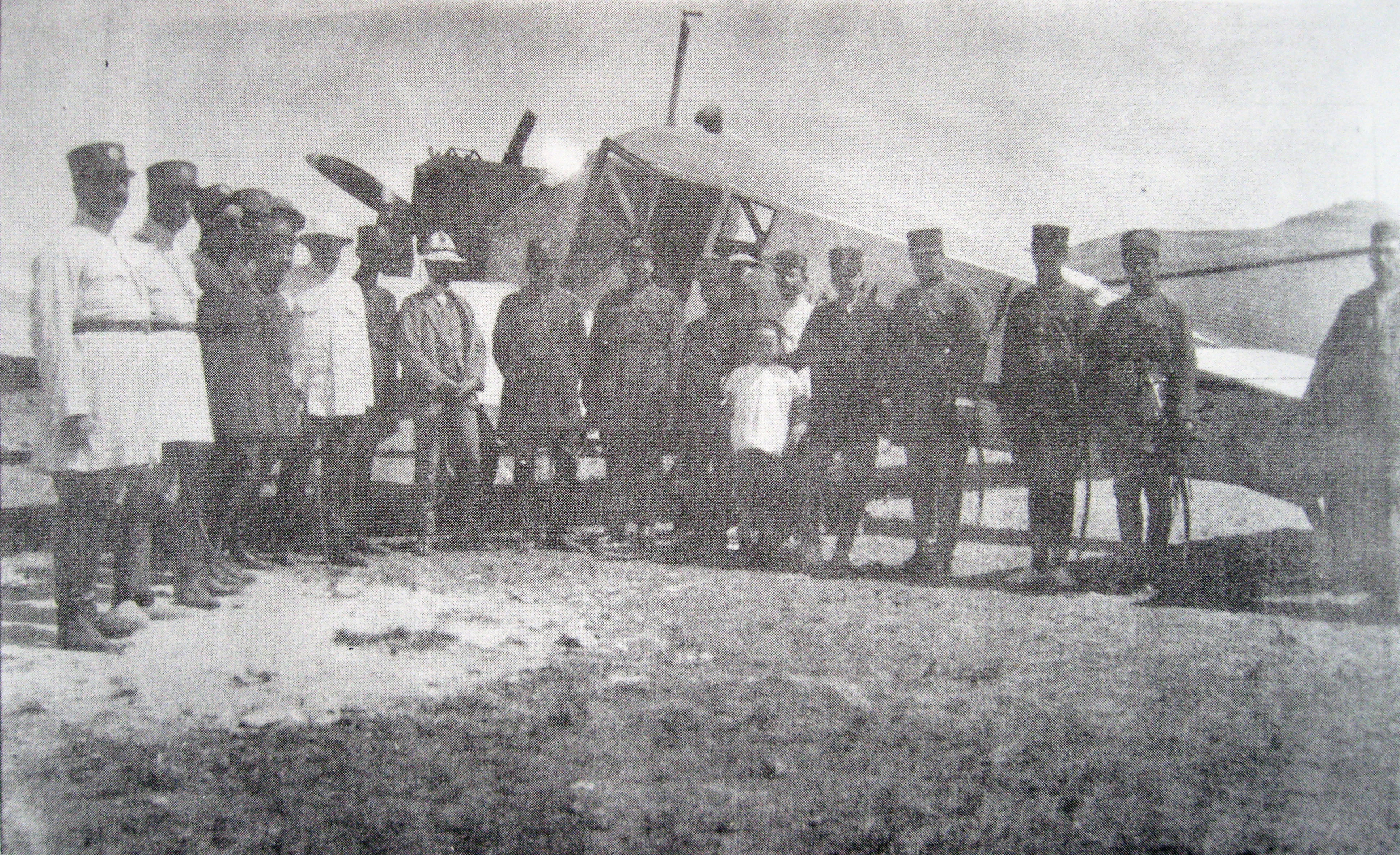
ورود اولین هواپیما به فرودگاه خرم‌آباد، ۱۳۰۴

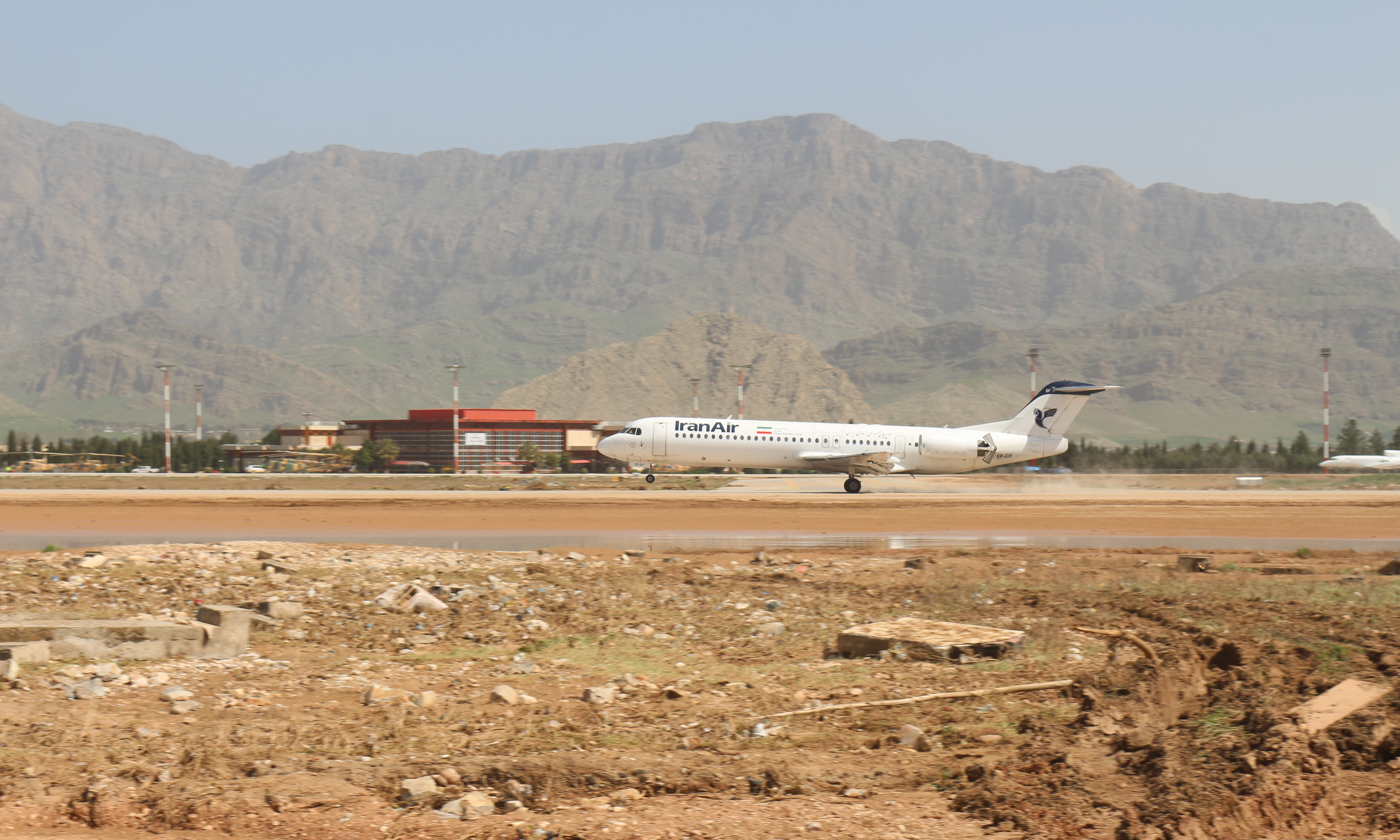
فوکر۱۰۰ ایران ایر فرودگاه بین‌المللی خرم‌آباد، فروردین۱۳۹۸

در اواسط سال ۱۳۲۲ در جریان جنگ جهانی دوم توسط متفقین مقابل کمپ نظامی بدرآباد که مقر نیروهای رزمی و نظامی هندی، انگلیسی و آمریکایی بود، باند فرودگاه خرم‌آباد درعرض ۲۰ متر و طول ۱۸۰۰ متر مهیا شد و فقط برای هواپیماهای نظامیان استفاده می‌شد.
پس از خاتمه جنگ جهانی دوم تا مدتی هواپیماها هفته‌ای یک بار خانواده افسران نظامی را از خرم‌آباد به تهران می‌بردند. تا اینکه شرکت ملی نفت ایران و شرکت مخابرات استان لرستان زمین فرودگاه را خریداری و بازسازی نمودند. حدود ۱۸۰۰ متر باند برای استفاده هواپیماهای پستی کوچک آسفالت گردید و یک اتاق کوچک نگهبانی و یک ساختمان کوچک برای استراحت مسافران ساخته شد. در آن زمان محمدرضا پهلوی جهت افتتاح خط انتقال برق به خرم‌آباد آمد و به منوچهر اقبال وزیر وقت شرکت نفت دستور داد، زمین‌های اطراف فرودگاه خریداری شود و روستای میانگلال که جنب فرودگاه بود به مکان دورتری منتقل گردد.
در سال ۱۳۵۵ فرودگاه از شرکت نفت تحویل گرفته شد و در فردای روز جلسه رسماً سازمان هواپیمایی کشوری مسئولیت اداره فرودگاه را برعهده گرفت. حدود ۱۰ نفر استخدام شدند و ۲ دستگاه ماشین آتش‌نشانی تهیه گردید. گاهی نیز ماشین آتش‌نشانی ارتش یا شهرداری کمک می‌کردند. باند آسفالت شد و ۵۰۰ متر به طول باند افزوده گردید. در خرداد سال ۱۳۵۵ یک دستگاه NDB و یک دستگاه رکوردر نصب شد. اولین پرواز مسافری ۶۰ نفره با حضور مسئولان سازمان هواپیمایی کشوری افتتاح شد. برای بازرسی مسافران همه روزه از کلانتری مرکزی خرم‌آباد به فرودگاه می‌آمدند و بعد از پرواز می‌رفتند.
یک رادار فوق پیشرفته VOR/DME-D در سال ۱۳۹۲ در فرودگاه خرم‌آباد نصب شده‌است. در تاریخ ۲۹ اردیبهشت ۱۳۹۴ اولین پرواز بین‌المللی از فرودگاه خرم‌آباد به مقصد شهر نجف اشرف در کشور عراق انجام شد.
در راستای توسعه شهر خرم‌آباد و فرودگاه بین‌المللی خرم‌آباد، در تاریخ ۱۳ مرداد ۱۳۹۴ پرواز خرم‌آباد به بغداد توسط شرکت هواپیمایی تابان راه‌اندازی شد.
در مراسم اربعین سال ۱۴۰۲ پرواز خرم آباد به نجف اشرف توسط ایران ایر راه اندازی شد .

## سانحه هوایی
در تاریخ ۲۳ بهمن ۱۳۸۰ یک فروند هواپیمای توپولف-۱۵۴ متعلق به شرکت ایران ایرتور از تهران به سمت فرودگاه خرم‌آباد حرکت کرد اما در ساعت۷ و ۱۰ دقیقه صبح هنگامی که آماده فرود در فرودگاه خرم‌آباد می‌شد دچار سانحه شده و سقوط کرد. پس از تحقیقات مشخص شد هواپیما توسط موشک منهدم شده‌است اما شایعاتی در خصوص اصابت موشک‌های زمین به هوای پادگان امام علی سپاه پاسداران به هواپیما وجود داشت. در این حادثه تمام ۱۱۹ نفر سرنشین هواپیما کشته شدند.

## سیل ۱۳۹۸

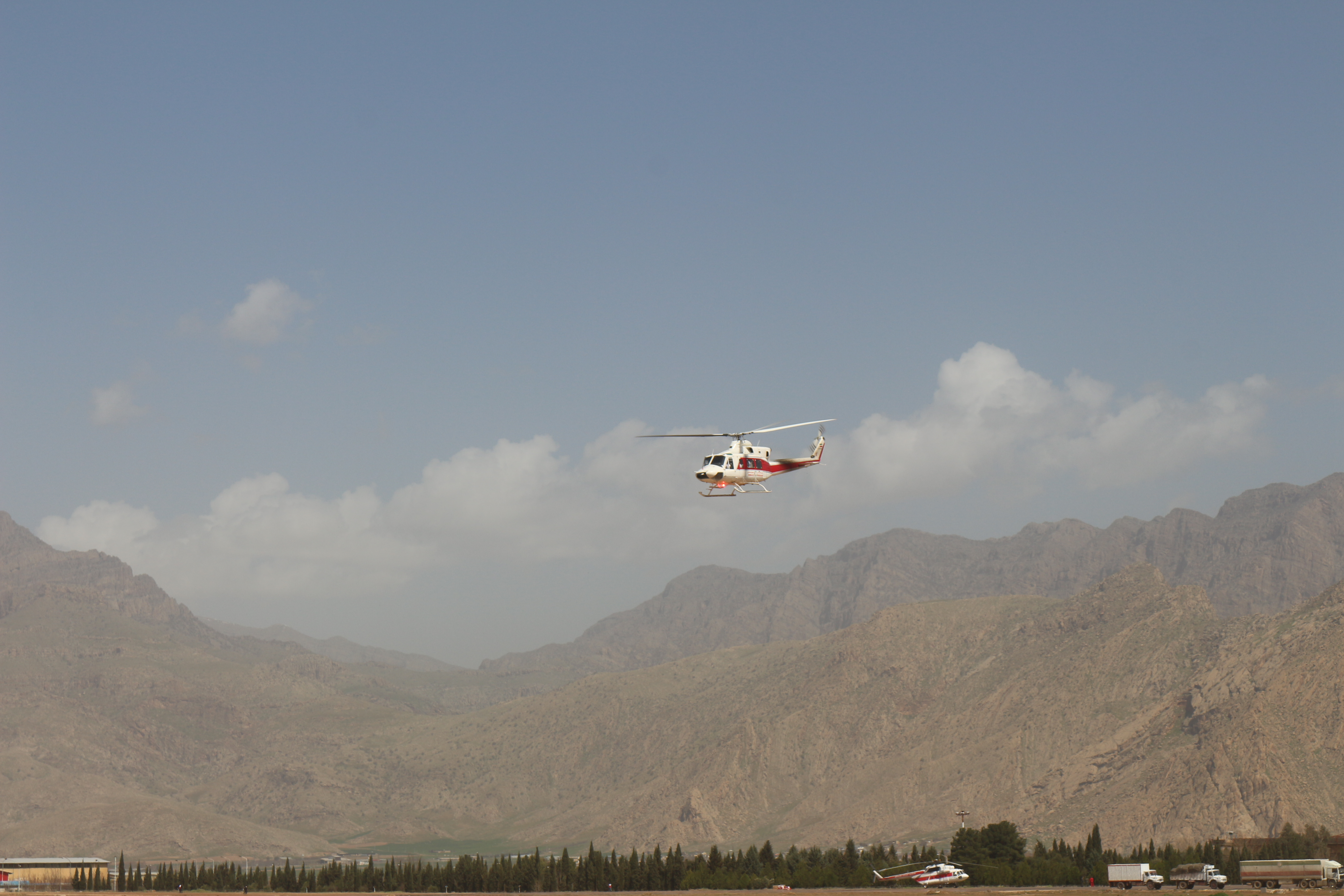
هلیکوپتر در حال اعزام به مناطق سیل زده فروردین ۱۳۹۸

به دلیل از بین رفتن کامل جاده‌ها و راه‌های دسترسی به مناطق سیل زده استان لرستان و استانهای همجوار در فروردین ماه سال ۱۳۹۸، فرودگاه خرم‌آباد نقش به سزایی در امدادرسانی هوایی به مناطق سیل زده این استان ها را ایفا کرده و توانسته جان بسیاری از مردم کشور را نجات دهد.

## برنامه پروازهای فرودگاه خرم‌آباد
| برنامه پروازی | ماهان | هواپیمایی چابهار | ایران ایر | پارس ایر | تابان |
| ------------- | ----- | ---------------- | --------- | -------- | ----- |
| شنبه          | *     |                  |           |          |       |
| یکشنبه        | *     |                  | *         |          |       |
| دوشنبه        |       |                  |           |          |       |
| سه شنبه       | *     |                  | *         |          |       |
| چهارشنبه      | *     |                  |           |          |       |
| پنج شنبه      | *     |                  |           |          |       |
| جمعه          | *     |                  |           |          |       |

| برنامه پروازی | ماهان | تابان | ایران ایر | پارس ایر |
| ------------- | ----- | ----- | --------- | -------- |
| شنبه          |       |       |           |          |
| یکشنبه        |       |       |           |          |
| دوشنبه        |       |       |           |          |
| سه شنبه       |       |       |           |          |
| چهارشنبه      |       |       |           |          |
| پنج شنبه      |       |       |           |          |
| جمعه          |       |       |           |          |

## شرکت‌های هواپیمایی و مقصدهای پروازی

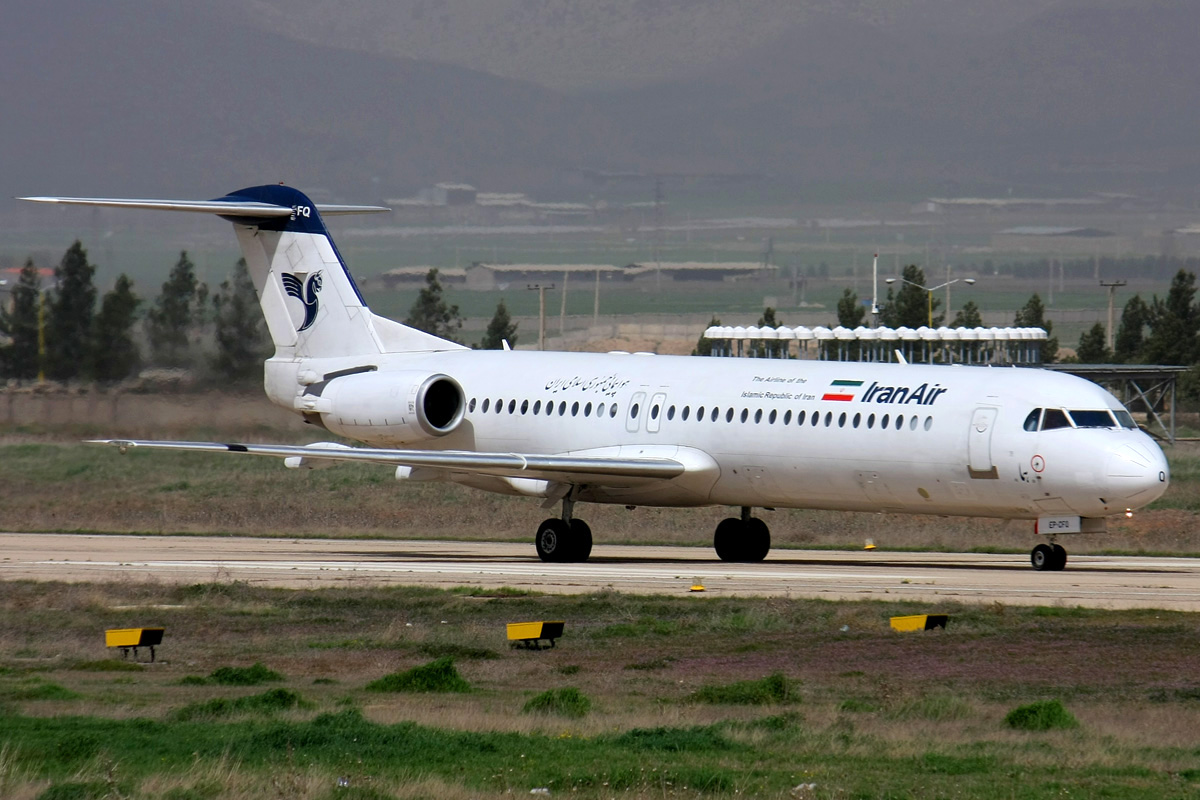
هواپیمای فوکر ۱۰۰، ایران ایر در فرودگاه خرم‌آباد

| شرکت‌های هواپیمایی | مقصدهای پروازی                        |
| ----------------- | ------------------------------------- |
| ایران ایر         | مهرآباد                               |
| هواپیمایی ماهان   | مهرآباد                               |
| هواپیمایی کاسپین  | فرودگاه بین‌المللی شهید هاشمی‌نژاد مشهد |

## کارگو
علی کاملی در سخنانی با اشاره به اخذ مجوز صادرات و حمل و نقل بار هوایی (کارگو) برای فرودگاه خرم آباد، اظهار داشت: زیرساخت و مجوزهای لازم مراجع مختلف از جمله گمرک، گذرنامه و نهاد ریاست جمهوری در فرودگاه خرم آباد آماده شده و امکان ارائه سرویس در صادرات و واردات هوایی بار وجود دارد.
وی با بیان اینکه فرودگاه خرم آباد از قابلیت تبدیل شدن به پایانه صادراتی و بندر خشک برخوردار است، افزود: این فرودگاه آمادگی واگذاری زمین به فعالان بخش خصوصی را در قالب قراردادهای BOT به منظور ایجاد زیرساخت‌های مانند انبار، سردخانه و دفاتر اداری را دارد و با توجه به استقرار گمرک در این مجموعه، ظرفیت بسیار خوبی برای صادرات هوایی محسوب می‌شود.